# Пет Мерфі
Патріс Енн (Пет) Мерфі (англ. Patrice Ann 'Pat' Murphy; нар. 9 серпня 1955, Спокені, Вашингтон) — американська письменниця у жанрі наукової фантастики та фентезі.

## Біографія
Народилася 9 березня 1955 року в Спокені, Вашингтон, США. 1976 року отримала ступінь бакалавра з біології та природознавства в Каліфорнійському університеті (Санта-Круз), де також відвідувала заняття програми наукового письма. Протягом більш ніж двадцяти років працювала у музеї науки та мистецтв «Експлораторіум» та видавала нехудожню науково-популярну літературу.
1991 року Пет Мерфі та Карен Джой Фаулер заснували літературну нагороду — Меморіальну премію Джеймса Тіптрі-молодшого, яку вручають за «розширення та дослідження нашого розуміння гендеру» у науковій фантастиці та фентезі. Премію назвали на честь Еліс Шелдон, яка використовувала псевдонім Джеймс Тіптрі-молодший. Ба більше, Пет разом із Лізою Голдстейн та Мішель Ресснер утворила товариство «The Brazen Hussies» (укр. Безсоромні зухвалі дівчиська), головною метою якого стала популяризації їхньої творчості та фантастики загалом.
1999 року одружилася з Девідом Райтом, поліцейським у Сан-Франциско. Володіє чорним поясом з бойового мистецтва кемпо.

## Кар'єра
Дебютувала як письменниця 1979 року, опублікувавши оповідання «Нічний птах у вікні». Перший же роман авторки — «Мисливиць у тіні» — побачив світ 1982 року та розповідав про подорож неандертальця у майбутнє. 1987 року вийшов роман «Впала жінка», яка принесла Пет Мерфі премію «Неб'юла». Книга розповідає про жінку-археолога Елізабет Батлер, яка може бачити привидів минулого.
1990 року світ побачила збірка короткої прози письменниці — «Точки відправлення», за яку авторка удостоїлася Меморіальної премії імені Філіпа К. Діка. До цієї збірки, зокрема, увійшли повісті «Закохана Рейчел» (розповідь про надзвичайно розумного шимпанзе жін. роду, якій вдається втекти з дослідницького інституту) та «Кістки» (історія про велета Чарлі Бріна), які також стали лауреатами найпрестижніших літературних нагород — премії «Неб'юла» і «Локус» та Всесвітньої премії фентезі.
2007 року вийшов дитячий роман «Дикі дівчатка» про пригоди двох дівчаток-підлітків, Джоан та Сари. Книга принесла авторці премію Крістофера у категорії «Книжки для молоді».